# Sätuna landskommun
Sätuna landskommun var en tidigare kommun i dåvarande Skaraborgs län.

## Administrativ historik
Kommunen inrättades i Sätuna socken i Gudhems härad i Västergötland när 1862 års kommunalförordningar trädde i kraft. 
Vid kommunreformen 1952 uppgick landskommunen i Gudhems landskommun som 1974 uppgick i Falköpings kommun.